# Air Satan
Air Satan is een bestuurslaag in het regentschap Musi Rawas van de provincie Zuid-Sumatra, Indonesië. Air Satan telt 1577 inwoners (volkstelling 2010).